# Доктор права
Доктор права (лат. Doctor iuris, скор. Dr. jur.) — найвищий науковий ступінь в галузі правознавства. Він присуджується юристам, які вже отримали ступінь магістра або бакалавра, а потім успішно склали іспит у вибраній галузі права, який також включає захист дисертації. В різних країнах є різні варіації ступення як от доктор юриспрудеції, доктор юридичних наук, доктор філософії з права, доктор цивільного права тощо. Різні варіації або є професійним ступенем, що дає право на юридичну практику, або академічним, що дає змогу викладати в навчальних закладах.

## Історія
В Середньовіччі правова система була розділена на два типи: римське (тобто світське) та канонічне (церковне) право. До вчителів римського права застосовувалося звання doctores legum. Згодом з'явилося звання «доктор обох прав» (лат. juris utriusque doctor) або «доктор усіх прав» (лат. juris universi doctor). Звання «доктор обох прав» походить від Болонського університету. Потім це звання поширилося на інші університети, і завдяки пізнішому злиттю вивчення римського права та церковного права цей титул був об'єднаний із титулом викладачів канонічного права (doctores canonum et decretalium) в єдиний титул доктора обох прав (doctor utriusque juris).